# In the Aeroplane Over the Sea
In the Aeroplane Over the Sea — второй студийный альбом американской рок-группы Neutral Milk Hotel, выпущенный 10 февраля 1998 года на независимом лейбле Merge Records. В музыкальном плане в альбоме превалируют такие направления, как инди-рок и психоделический фолк. Особенностями пластинки являются намеренно низкокачественное звучание, а также нетипичный подбор инструментов: традиционные гитара и ударные сочетаются с менее распространёнными — музыкальной пилой, ирландской волынкой и «занзитофоном» (цифровым рожком фирмы Casio). Тексты альбома сюрреалистичны и расплывчаты. Они затрагивают различные темы, от ностальгии до любви, и частично вдохновлены «Дневником молодой девушки» Анны Франк.
Лонгплей был записан в денверской студии Pet Sounds в период с июля по сентябрь 1997 года. Продюсер Роберт Шнайдер вместе с фронтменом Джеффом Мэнгамом взяли за образец низкокачественное звучание дебютного альбома Neutral Milk Hotel On Avery Island, доработав его до качественно нового уровня. Вместо того, чтобы использовать стандартное студийное оборудование, такое как гитарные педали или блоки эффектов для создания дисторшна, Шнайдер разработал технику записи, которая включала сильную компрессию звука. Для продвижения альбома Neutral Milk Hotel организовали гастрольный тур по Северной Америке и Европе, заработав репутацию неординарной концертной группы благодаря хаотичным и непредсказуемым выступлениям.
Отзывы современников были по большей части положительными, но без восторгов. Однако со временем альбом обрёл культовый статус, после чего Мэнгам пытался безуспешно справиться со свалившимся на него вниманием. В итоге музыкант устал исполнять и объяснять свои песни и исчез из поля зрения публики. За годы, прошедшие после релиза пластинки, рейтинг In the Aeroplane Over the Sea в журналисткой среде значительно вырос. Музыкальные критики провозгласили его знаковым альбомом для инди-рока и одной из лучших записей 1990-х годов. В частности, он занял 2-е место в списке вэб-зина Paste среди лучших альбомов 1990-х и 4-е в аналогичном рейтинге журнала Pitchfork, а в 2023 году Rolling Stone разместил эту пластинку на 376-е место в своём списке «500 величайших альбомов всех времён». По прошествии лет ряд изданий отметило его в числе лучших пластинок 1998 года.

## Предыстория
Группа Neutral Milk Hotel была образована в Растоне, штат Луизиана, в конце 1980-х в качестве одного из многочисленных любительских проектов музыканта Джеффа Мэнгама. Домашние записи, которые Мэнгам делал со своими друзьями Робертом Шнайдером, Биллом Доссом и Уиллом Калленом Хартом, переросли в создание полноценного коллектива под названием Elephant 6. После окончания средней школы Мэнгам выпустил сингл «Everything Is» на лейбле Cher Doll Records под псевдонимом Neutral Milk Hotel. Локальный успех песни подтолкнул его переключиться с деятельности в Elephant 6 на создание музыки для этого проекта. Он переехал в Денвер и начал работать со Шнайдером над альбомом On Avery Island (1996). Хотя Шнайдер намеревался записывать материал в стиле The Beatles с соответствующим продюсерским подходом, ему пришлось подстроиться под низкокачественное звучание (лоу-фай), которое предпочитал Мэнгам. Признав, что «сначала я был этим разочарован, однако затем проникся. Так я и научился продюсировать, записывая эту пластинку. Мне пришлось полностью дистанцироваться от того, как, по моему мнению, она должна была звучать».

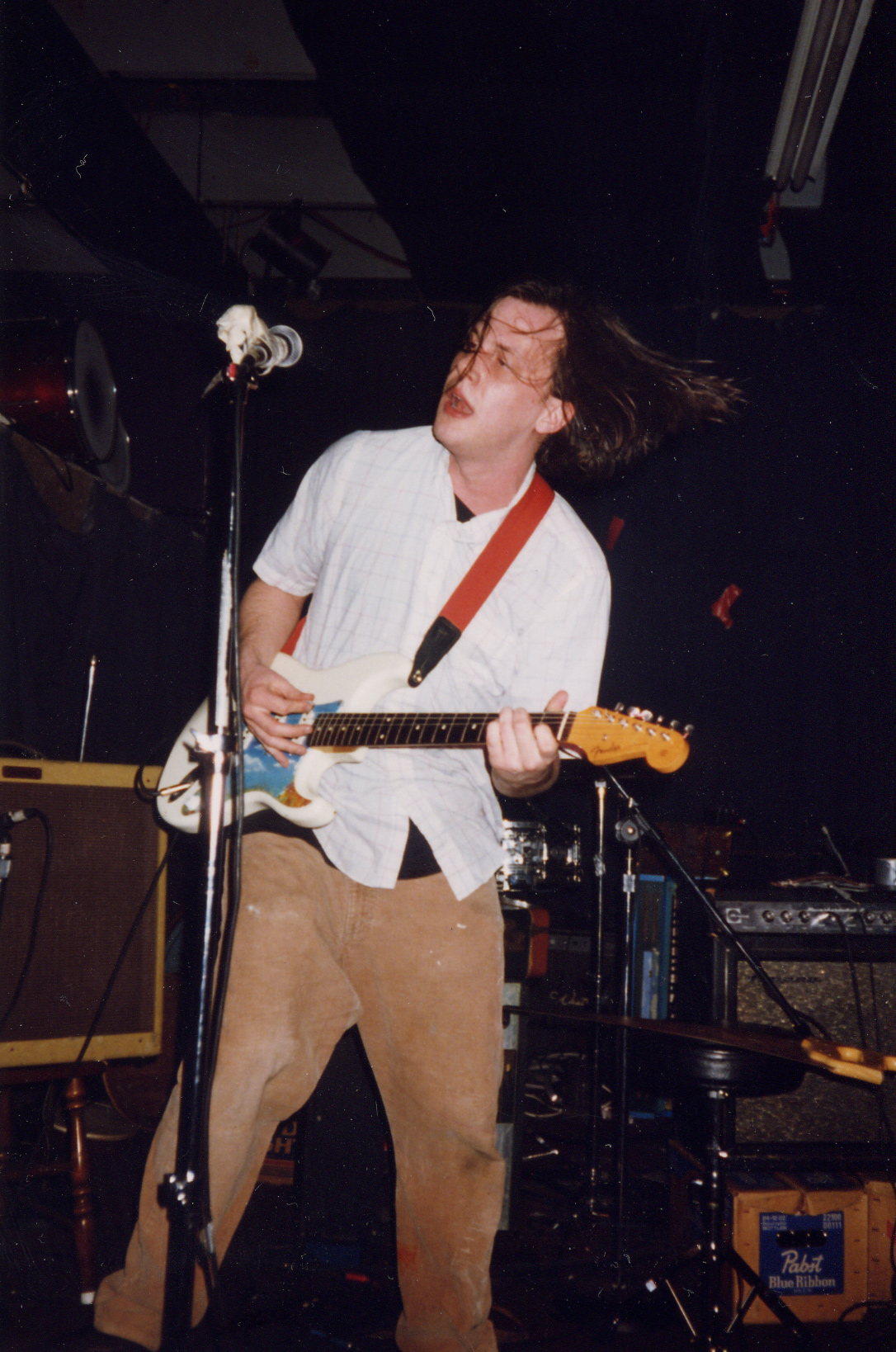
Джефф Мэнгам, 1996 год

После релиза On Avery Island Мэнгам нанял трёх музыкантов для проведения турне в поддержку альбома: Джулиана Костера, Джереми Барнса и Скотта Спиллэйна. Гастроли по Северной Америке позволили заработать достаточно денег, чтобы квартет смог переехать в Атенс, штат Джорджия, где проживала бо́льшая часть участников Elephant 6. К весне 1997 года Мэнгам самостоятельно написал почти все песни для In the Aeroplane Over the Sea. Он поделился черновыми материалами со своими товарищами по группе, после чего они отправились в Денвер, чтобы приступить к записи пластинки.

## Запись
In the Aeroplane Over the Sea записывался с июля по сентябрь 1997 года на студии Pet Sounds Studio (доме друга Шнайдера Джима Макинтайра). Шнайдер выступил продюсером альбома и заплатил половину арендной платы из личных средств за доступ ко всем комнатам, кроме спальни Макинтайра. Сеансы записи In the Aeroplane Over the Sea совпали с несколькими другими сессиями. Шнайдер продюсировал альбом Hooray for Tuesday для группы The Minders, когда музыканты Neutral Milk Hotel начали прибывать в студию, однако решил приостановить работу до тех пор, пока In the Aeroplane Over the Sea не будет закончен. Макинтайр записывал песню «My Country 'Tis of Thee» (для проекта Von Hemmling) в своей спальне, пока участники группы играли в других комнатах. В свою очередь Костер, когда у него выдавалось свободное время, работал над композициями для группы The Music Tapes, такими как «Television Tells Us» и «Aliens».
Шнайдер разделил участников группы по разным комнатам, но всегда держал Мэнгама рядом с аппаратной на случай, если музыкант захочет подключить свою акустическую гитару к четырёхдорожечному картриджу (также известному как стерео-пак) и начать запись. Несколько раз он пытался задействовать электрогитару, однако в итоге стёр все получившиеся наброски, так как решил, что они не сочетаются со звучанием пластинки. По ходу сессий Шнайдер искал способ записывать акустический звук через микрофоны без задействования картриджа. В итоге выбрав для этой цели устройства Neumann U 87: «[Мангуму] нравился звук подключенной (с помощью картриджа) акустической гитары, потому что он находил его фузовым и сырым, схожим с электрогитарой, но он получался каким-то бренчащим … Я самостоятельно разработал звук акустики, которым он стал по-настоящему доволен ко второму альбому, на мой взгляд тоже получилось действительно хорошо».
По мнению биографа Neutral Milk Hotel Кима Купера, In the Aeroplane Over the Sea — один из самых сильно искажённых альбомов в истории, при этом созданных без такого оборудования, как Big Muffs или педаль дисторшна. Мангуму нравилось, когда в музыке присутствовал дисторшн, однако Шнайдер решил отказаться от стандартной аппаратуры для создания этого эффекта. Вместо этого продюсер использовал компрессию и разместил ламповый микрофонный предусилитель Bellari RP-220 рядом с гитарой. Затем он пропускал звук через микшерный пульт и максимально увеличивал громкость входящего аудиосигнала. Этот процесс проделывался практически для каждого инструмента, использовавшегося во время работы над пластинкой. Шнайдер утверждал, что нелинейность искажения микрофона придавала альбому его уникальное «ламповое» звучание.
Бо́льшая часть аранжировок для духовых инструментов была сочинена Шнайдером. Он написал их пользуясь фортепиано или орга́ном, затем совещаясь с тромбонистом Риком Бенджамином, чтобы удостовериться, что ноты написаны без ошибок. Спиллейн прибыл последним из членов группы, поэтому Шнайдер показал ему уже готовый результат. Партии трубы были написаны в скрипичном ключе. Однако, поскольку Спиллейн мог читать только записи в басовом ключе, ему пришлось полностью переписать эти аранжировки, прежде чем он смог их выучить. Как и во время работы над On Avery Island, Спиллейн каждый день часами репетировал и писал новые аранжировки, удаляясь в подвал. Ближе к концу сессий Шнайдер и Спиллейн начали работать вместе, чтобы плавно объединить свои аранжировки, которые достаточно отличались по стилю. Партии Шнайдера были более меланхоличными, в то время как Спиллейн писал хаотичные и шумные аранжировки.

## Содержание

### Музыка
Содержание альбома сложно отнести к определенному жанру. Как правило, критики описывают его как инди-рок и психоделический фолк с лоу-файным звучанием, при этом отмечая влияние множества других жанров, включая восточноевропейскую хоровую музыку, кентербери, цирковую музыку, конкретную музыку, дроун, фри-джаз, и тропикалию. Джейсон Анкени из AllMusic сравнивал пластинку с «марширующей группой в кислотном трипе», в то время как Ким Купер писал: «Эта музыка не похожа ни на что другое в андеграунде 1990-х». Часть музыкальной вариативности исходит от инструментов, использованных в альбоме. Традиционные инструменты, такие как аккордеон, ударные и гитары с эффектом дисторшна, сочетаются с более уникальными, такими как коротковолновое радио, музыкальная пила, ирландские волынки и занзитофон.
Протяжный гнусавый вокал Мэгнама сравнивали с отдельным инструментом, схожим с духовой секцией. По мнению Криса Девиля из Stereogum, он может быть шокирующим и даже болезненным при определённых обстоятельствах, но также может наэлектризовать песню и воодушевлять аудиторию.
Гитара Джеффа Мэнгама является ключевым элементом бо́льшей части альбома. Зачастую музыкант играет простые последовательности аккордов, которые Эрик Химмельсбах из Spin сравнил по стилю с прогрессиями 1950-х годов. Среди других важных аспектов пластинки: большое количество дисторшна, а также обильное использование многодорожечной записи. В In the Aeroplane Over the Sea подчёркивается структура и текстура, а треки плавно переходят один в другой. Общее звучание альбома иногда резко меняется в зависимости от песни. В рецензии журнала Rolling Stone отмечалось разнообразие музыкальных стилей: от медленных траурных маршей до оголтелого панк-рока. Крис Девиль писал: «В музыкальном плане Neutral Milk Hotel перешли от пронзительно интимных психоделических песен [под гитару] у костра к полноформатным сегментам, которые неслись вперёд с бессистемной грацией».

### Тексты
Мэнгам выступил автором всех текстов In the Aeroplane Over the Sea. Его лирика сюрреалистична и зачастую затрагивает, казалось бы, не связанные друг с другом темы. Купер приводит вступительную композицию «King of Carrot Flowers, Pt. One» в качестве примера этого творческого подхода. Хотя тексты по большей части посвящены детским фантазиям, в них также есть отсылки к пробуждениям сексуальности, домашнему насилию, религиозному фанатизму и гаданиям на картах Таро. Фанаты группы и журналисты выдвигали множество интерпретаций альбома. Некоторые слушатели считают, что тексты содержат общий лейтмотив, другие же выражают мнение, что пластинка слишком абстрактна, чтобы искать в ней скрытый смысл. Девиль писал: «[В „In the Aeroplane Over the Sea“] привычное и дезориентирующее сталкиваются таким образом, что смысл становится практически неуловимым даже после интенсивных эмоциональных размышлений».
Объединяющими темами песен являются детство и ностальгия. Марк Ричардсон из Pitchfork отмечал, что тексты написаны автором с чувством детского изумления, обыденные вещи в них показаны как фантастические моменты. «Они похожи на фрагменты детской книжки или сказки вроде „Там, где живут чудовища“ в аудиоварианте», подчёркивал Ричардсон. Лирика Мэнгама также рассматривается как иллюстрация периода подросткового возраста и посыл развивать собственную идентичность. Некоторые критики сравнивали альбом с историей взросления. Описания Мангумом этих юношеских переживаний вызывают чувство ностальгии. По словам Ричардсона: «это пластинка воспоминаний и ассоциаций о том, как кожа соприкасается с травой, и о том, что проходит у вас в голове, когда вы впервые осознаете своё бессилие. Она дарует абсолютную уверенность в необузданных чувствах, таких, которые поглощают вас без логики или смысла».

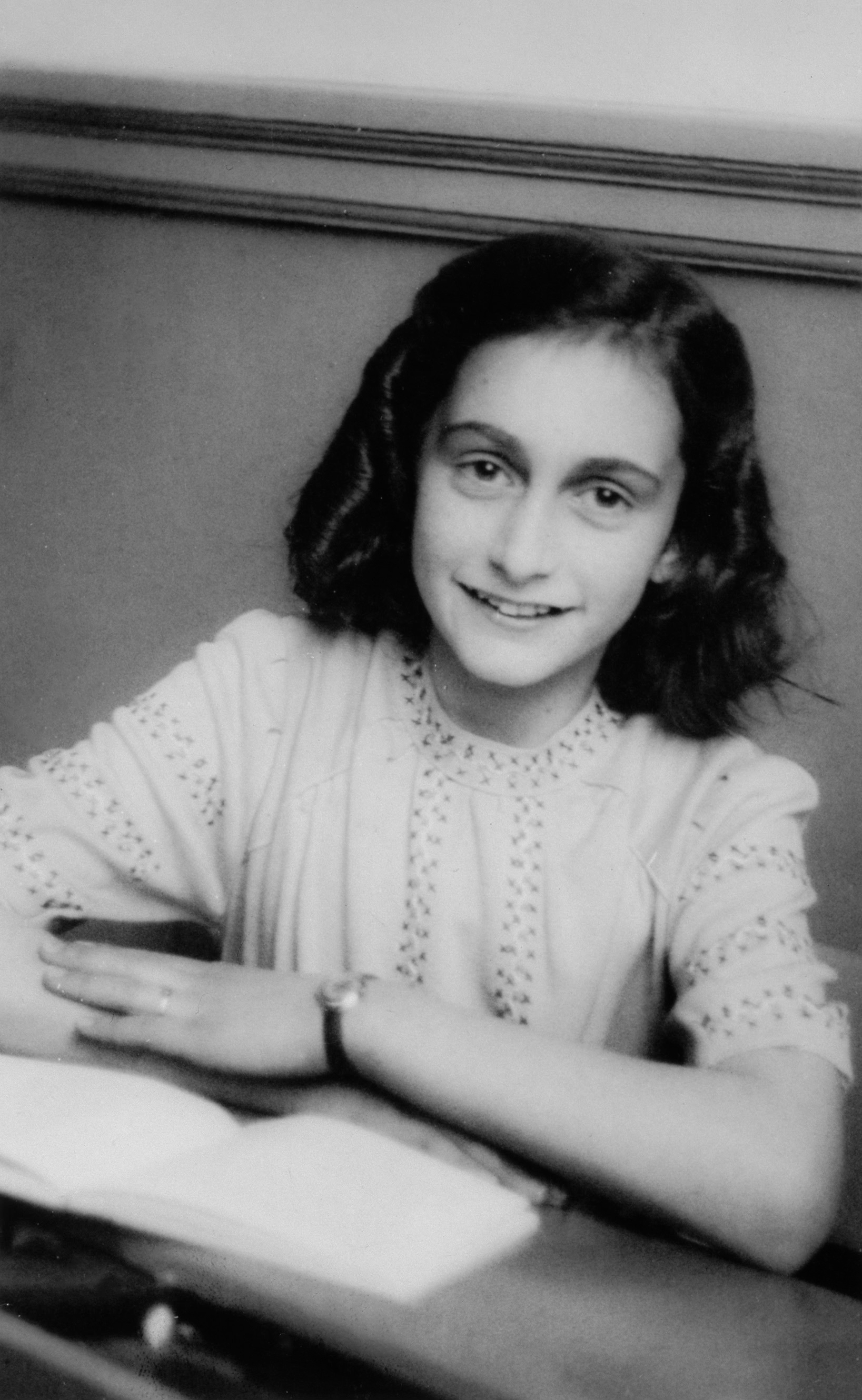
Анна Франк

Любовь — ещё одна важная тема, которая принимает разные формы в композициях альбома. По мнению Пи Джея Зауэртайга из PopMatters, главным посланием альбома является страстное желание Мэнгама быть любимым людьми, которых он боготворит, будь то предметы его любовного интереса или сверстники. В некоторых песнях Мэнгам хочет физически слиться с вещами, которые он любит, что символизирует потребность музыканта во взаимосвязи с близкими. Зауэртайг приводит трек «Two-Headed Boy» в качестве примера этой концепции. Песня описывает сиамских близнецов, хотя публицист считает, что это метафора двух сошедшихся людей, близость которых не принесла им ничего хорошего, и теперь они чувствуют, что оказались в ловушке взаимозависимых отношений.
Она родилась в бутылочной ракете в 1929 году,
С крыльями, изгибавшимися кольцом вокруг отверстия,
Проходившего по её хребту,
И всё было залито молоком и святой водой.
Хотя происхождение некоторых текстов остаётся до конца неясным, Мэнгам отмечал, что на его творчество большое влияние оказала Анна Франк — девочка-подросток погибшая в нацистском концентрационном лагере. Перед записью On Avery Island музыкант прочитал «Убежище» сборник записей из дневника Франк, который она вела, скрываясь во время нацистской оккупации Нидерландов. Он был глубоко тронут содержанием книги и провёл «около трёх дней в слезах», мечтая о путешествии в прошлое и спасении девушки. В композициях «Holland, 1945» и «Ghost» содержатся элементы из биографии Франк. В результате некоторые слушатели назвали In the Aeroplane Over the Sea концептуальным альбомом. Однако степень влияния девушки на лирику пластинки остаётся предметом споров. Некоторые критики утверждают, что она просто является источником вдохновения для некоторых песен, а не важным персонажем в рамках повествовательной арки. Рассуждая о связи пластинки с Анной Франк, публицист журнала The Monthly Анвен Кроуфорд писал: «Было бы слишком буквально трактовать „In the Aeroplane Over the Sea“ как альбом о Холокосте, поскольку Франк — лишь один из многих фантазмов, населяющих набор зацикленных, взаимосвязанных повествований, которые следуют замкнутой логике сна или религиозного видения».

## Обложка
На лицевой обложке альбома изображены двое купальщиков в ретро-стиле. Мужчина плавает в воде, а женщина сидит на причале. Она одета в красное платье, а вместо головы у неё бубен. На задней стороне обложки нарисованы музыканты марширующего оркестра на ходулях во главе с низкорослым капельмейстером. Обе иллюстрации были созданы Крисом Билхеймером, который в то время занимался дизайном обложек для группы R.E.M. Мэнгам познакомился с Билхеймером, когда жил в Атенс, и попросил его создать обложку для предстоящего альбома Neutral Milk Hotel. Музыкант интересовался изображениями, связанными с пенни-аркадами начала XX-го века, и часто покупал открытки в комиссионных магазинах с изображениями в подобном стиле. На одной из открыток, в частности, были изображены три купальщика в море. Билхеймер обрезал и слегка изменил иллюстрацию, сделав из неё обложку альбома.

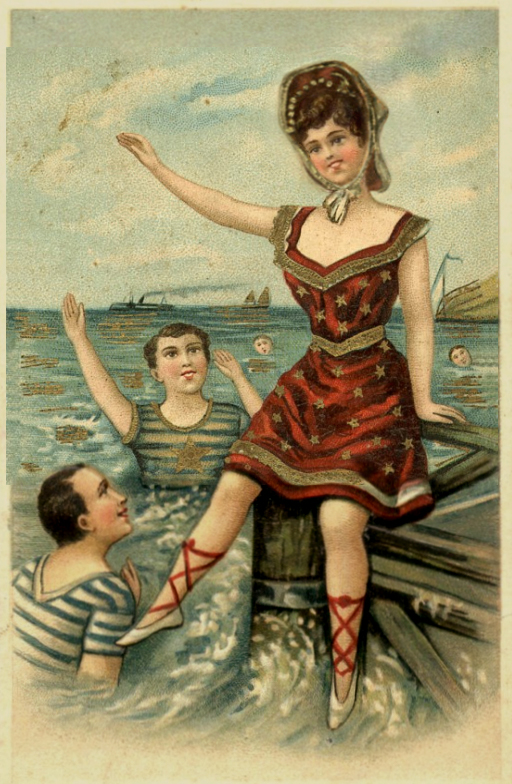
Открытка, послужившая источником вдохновения для обложки альбома

В дополнение к работам Билхеймера для оформления внутренней стороны конверта был привлечён нью-йоркский мультимедийный художник Брайан Деван. Созданные им изображения фигурируют в физических копиях In the Aeroplane Over the Sea. Самая известная из этих работ — чёрно-белый рисунок фонографа, летящего над промышленным предприятием. Первым из группы с Деваном начал сотрудничать Костер, попросив его сделать обложку для демонстрационной аудиокассеты The Music Tapes. Когда с художником связался Мэнгам, ему было представлено два наброска на выбор: волшебное радио и летающий фонограф. Чтобы придать отдельным рисункам целостный вид, Бильхеймер отсканировал каждое изображение на грязный лист бумаги, благодаря чему рисунки стали выглядеть одинакового возраста с эффектом старины. В конце процесса Билхеймер добавил небольшие брызги грязи чуть выше протянутой руки женского персонажа.

## Выпуск и продвижение
In the Aeroplane Over the Sea был выпущен 10 февраля 1998 года в США (на лейбле Merge Records) и в мае 1998 года в Великобритании (The Blue Rose Record Company). Merge выпустил 5500 компакт-дисков и 1600 копий альбома на виниле, ожидалось, что продажи будут такими же, как у On Avery Island. Прогнозы лейбла были верны, в течение первых нескольких месяцев альбом пользовался умеренным спросом. Песня «Holland, 1945» была выпущена в качестве сингла.
Для продвижения альбома Neutral Milk Hotel организовали гастроли по Северной Америке и Европе. Музыканты Джон Фернандес и Уилл Уэстбрук были приглашены в качестве гастролирующих участников. В частности, они исполняли партии валторны вместе со Спиллейном. Мэнгам хотел, чтобы специально для турне группа разучила композицию Чарли Хейдена «Song for Che» представлявшую собой сложную джазовую импровизацию. Фронтмен возлагал большие надежды на расширенный состав ансамбля; многие сторонние наблюдатели отмечали, насколько заботливым и учтивым он оставался по отношению ко всем музыкантам. Режиссёр Лэнс Бэнгс вспоминал: «Он не был каким-то надсмотрщиком, никогда ни от кого не отворачивался и косо не смотрел, такого не происходило ни разу. Очевидно, что любовь к своему кругу друзей побудила его создать это [музыкальное] сообщество и взять [товарищей] с собой [в турне]».
По ходу турне концерты Neutral Milk Hotel приобрели репутацию хаотичных и непредсказуемых. Участник Great Lakes Бен Крам вспоминал: «Они [шоу] определённо были опасными. Зачастую казалось, что есть очень реальный шанс, что кто-то, вероятно, Джулиан, пострадает. Джефф постоянно совершал различные вещи [на грани фола], например, поднимал его и бросал в ударную установку». Звукорежиссёры большинства концертных площадок были сбиты с толку и не знали, чего ожидать от музыкантов. В результате Лора Картер взяла на себя необычную роль «интерпретатора миксбордов». По словам девушки: «Моей функцией было рассказать [организаторам] о том, как будет развиваться [шоу], потому что на сцене происходило так много всего, что без чьей-либо помощи [выступление] сливалось в [сплошную какофонию], скрежет и гул. Звукорежиссёр смотрел на двадцать инструментов на сцене и не понимал, куда ему деваться, с какой стороны подступить».

## Отзывы критиков
| Оценки критиков      | Оценки критиков |
| Источник             | Оценка          |
| -------------------- | --------------- |
| Entertainment Weekly | B+              |
| NME                  | 6/10            |
| Pitchfork            | 8.7/10          |
| Rolling Stone        | [ 71 ]          |
| Spin                 | 7/10            |

Первоначальные отзывы об альбоме были преимущественно хвалебными, но без особых восторгов. Эрик Химмельсбах из Spin отмечал, что пропитанная фолком психоделическая музыка Neutral Milk Hotel выгодно отличала группу от инди-поп-звучания Elephant 6. Роб Бруннер из Entertainment Weekly хвалил уникальную подборку инструментов и «бодрые поп-мелодии», однако сетовал, что некоторые песни получились «безжизненными акустическими трелями». М. Кристиан Макдермотт из Pitchfork также высоко оценил музыку, которую назвал смесью «„Сержанта Пеппера“ с лоу-фаем начала 1990-х» охарактеризовав её «столь же запоминающейся, сколь и пугающей». Публицист журнала Rolling Stone Бен Рэтлифф был более критичен к музыке. Он заявил, что ритмы и прогрессии аккордов были скучными, в то время как толстый слой дисторшна маскировал отсутствие приличных мелодий. Рэтлифф подытожил статью словами: «„Aeroplane“ — это слабое, мечтательное барахло».
Большое внимание критики уделяли текстам песен. И Рэтлифф, и Химмельсбах отмечали в них полурелигиозный подтекст. Последний также сделал акцент на «чёрном юморе и поразительной наивности» в лирике Мэнгама, высоко оценив используемый им метод потока сознания. О мрачности текстов упомянул и Макдермотт, написав: «[Мэнгам] стал приемником тем о каннибализме, эластичной сексуальности и причуд природы. Мы можем только догадываться, что его в этом привлекло». В свою очередь, Деле Фаделе из NME назвал Мэнгама «больным и сумасшедшим» парнем и пошутив, что его лучше не подпускать к пьяной публике, при этом подчеркнув, что к его мировоззрению стоит прислушиваться, а все тревожные отклонения списывать на авторское видение.
Редакция журнала CMJ New Music Monthly назвала In the Aeroplane Over the Sea лучшим альбомом 1998 года. Помимо этого, он занял 15-е место в Pazz & Jop — ежегодном опросе американских критиков, проводимом газетой The Village Voice. Несмотря на то, что восприятие пластинки в целом было положительным, вскоре после релиза она подверглась пренебрежительному отношению со стороны журналистского сообщества. В колонке с ежегодными итогами, сопровождавшей Pazz & Jop, один из самых авторитетных музыкальных критиков Америки Роберт Кристгау назвал альбом «мрачной издёвкой, которая выводит меня из себя». В статье 2016 года журналист Люк Винки выразил мнение, что первоначальный приём альбома был «стандартной реакцией на сбивающий с толку второй релиз от группы без родословной: сдержанные похвалы, осторожные предположения, избегание выражения симпатии любой ценой».

## Последствия

### Распад группы и затворничество Мэнгама
Повышенное внимание к Neutral Milk Hotel, вызванное успехом альбома, оказало негативное влияние на Мэнгама. Он устал от гастролей и необходимости постоянно объяснять смысл своих текстов, в связи с чем его психологическое состояние начало ухудшаться. В интервью 2002 года музыкант сказал: «Я начал ставить под сомнение многие из своих основных предположений о реальности». Иногда он запирался у себя дома на несколько дней и запасался рисом, готовясь к возможному наступлению проблемы 2000. Мэнгам чувствовал, что не сможет продолжать писать и исполнять свои песни для широкой аудитории, но не нашёл в себе сил рассказать об этом остальной группе. Некоторые музыканты уволились с работы, чтобы присоединиться к Neutral Milk Hotel, и он не знал, какие слова подобрать, чтобы объявить коллегам о распаде после их первого настоящего успеха. Вместо этого он избегал разговоров о новой музыке и всё больше изолировался. Ситуация привела к негласному прекращению творческой деятельности группы вскоре после окончания турне. Музыканты переключились на другие проекты, сохранив дружеские отношения. В течение следующих нескольких лет Мэнгам время от времени возвращался к музыке. Он выпустил полевую запись болгарского фольклора, выступал в качестве гастролирующего участника Circulatory System и некоторое время вёл радиошоу на WFMU, однако сторонился внимания прессы и не выпускал новых песен.

### Культовый статус
Так как объяснений внезапного распада группы не последовало, реакция фанатов на события была полярной. Некоторые из них разозлились на Мэнгама и обвинили его в эгоизме, в то время как другие выстроили вокруг инцидента целый пласт мистификаций. Благодаря большому резонансу, альбом стал культовым и превратил Мэнгама в мифическую фигуру. В 2003 году Кевин Гриффис из Creative Loafing посвятил статью на первой полосе журнала попыткам разыскать отгородившегося от мира Мэнгама. Поиск закончился электронным письмом от музыканта, в котором говорилось: «Я не идея. Я человек, который очень хочет, чтобы его оставили в покое». Журналист Марк Ричардсон попытался объяснить рост популярности альбома, написав: «Поскольку [Мэнгам] стал затворником, у фанатов не было других объединяющих факторов, кроме самой пластинки и их общей страсти. Ничего для этого не предпринимая, Neutral Milk Hotel превратился в культ».
Некоторые публицисты отмечают, что релиз In the Aeroplane Over the Sea совпал с внедрением массового интернета. Альбом и, как следствие, Neutral Milk Hotel стали популярным явлением на онлайн-форумах, а первые музыкальные сайты, такие как Pitchfork, поспособствовали высокому уровню раскрутки коллектива. Винки писал: «Занял бы „Airplane“ такое же недосягаемое место в американской инди-рок-культуре, если бы он был выпущен в 1992 году? Или в 1987? Трудно сказать. У [пользователей] интернета выстроились уникальные взаимоотношения с этим коллективом, единственные в своём роде». По прошествии лет мемы о In the Aeroplane Over the Sea наводнили такие сайты, как 4chan, отражая волну «хипстерских» слушателей, которые впервые познакомились с альбомом в интернете спустя много лет после распада группы. Крис Девиль привёл в пример выступление Мэнгама на фестивале Коачелла в 2014 году, когда подростки, узнавшие о группе годы спустя, с «благоговением подпевали». «Реакция […] напоминала какую-то христианскую службу под открытым небом», — отмечал автор, — «люди стекались посмотреть, как этот странствующий мессия воплощает в жизнь свой священный текст».

### Ретроспективные оценки
| Оценки критиков               | Оценки критиков |
| Источник                      | Оценка          |
| ----------------------------- | --------------- |
| AllMusic                      | [ 36 ]          |
| Christgau’s Consumer Guide    | [ 85 ]          |
| Encyclopedia of Popular Music | [ 86 ]          |
| Pitchfork                     | 10/10           |
| The Rolling Stone Album Guide | [ 88 ]          |
| Tiny Mix Tapes                | 5/5             |

Репутация альбома в журналистских кругах значительно возросла с годами. Марк Ричардсон из Pitchfork поставил переизданию 2005 года высшую оценку (10/10) отметив, что, хотя поначалу считал одержимость Мэнгама Анной Франк странной и неловкой, он проникся текстами песен, назвав их сильной стороной пластинки, характеризующей запись. Автор особо выделил сюрреалистические образы, написав: «Это произведение полно образов, ассоциаций и красных нитей. Ни одно словосочетание не описывает его так хорошо, как красивый калейдоскоп, затёртый до дыр». Критик Рони Сариг назвал альбом «вневременной трансценденталистской поп-музыкой пропитанной столетием американской культуры — от траурных маршей до панк-рока … „Aeroplane“ — хрупкая, старомодная, величественная и дерзкая работа». Джейсон Анкени из AllMusic отмечал: «Второй альбом Neutral Milk Hotel — ещё один донкихотский звуковой парад; это лоу-фай, но в то же время пышный [по своей структуре], непостижимый, но в то же время абсолютно понятный». Тем не менее публицист посетовал, что тексты песен получились слишком абстрактными, чтобы из них можно было извлечь какой-то смысл.
Марвин Лин из Tiny Mix Tapes счёл сложным в двух словах описать достоинства альбома, резюмировав свой обзор следующим утверждением: «Как бы громко это не звучало, „In the Aeroplane Over the Sea“ — это потрясающее произведение искусства, которым проникаешься сильнее с каждым прослушиванием. Великое искусство требует времени, чтобы оценить его по достоинству, и этот альбом не исключение». Крис Девиль писал, что In the Aeroplane Over the Sea представлял собой поразительную смесь физического и метафизического, подчеркнув, что фразы на грани фола, которые другие поэты не смогли бы даже представить и не осмелились бы спеть, «одновременно сюрреалистичны и до боли правдоподобны». Автор отмечает, что по прошествии лет лонгплей стал чем-то вроде светской религии и одним из самых влиятельных инди-альбомов всех времён. «[Спустя годы] ни один из его подражателей не смог даже приблизиться к тому, чтобы затмить [этот шедевр]» — подытожил Девиль.
Несмотря на высокие ретроспективные оценки, у альбома остались недоброжелатели. По словам Ричардсона, слушатели, которые были недовольны записью, как правило, находили её тексты несуразными, инфантильными или сбивающими с толку. Он также отметил, что после прослушивания пластинки Мэнгам мог произвести впечатление «привилегированного чувака, делящегося наивной мудростью стоунера». Музыкальный обозреватель Grantland Стивен Хайден заявил, что когда-то был поклонником альбома, но со временем охладел к нему и стал оценивать ниже, частично связав это с тем, что лонгплей постепенно утратил свою загадочность. Так же как сам альбом превратился в мем, возникла шуточная тенденция осыпать его гипертрофированными похвалами, примером которой является заголовок сатирического веб-сайта ClickHole: «Безобразие: ИГИЛ только что выпустили обзор на „In the Aeroplane Over the Sea“, поставив ему всего 2 балла».
Несмотря на скромные финансовые прогнозы и тот факт, что альбом никогда не попадал в чарт Billboard 200, его тираж составил 393 000 копий. Согласно отчётам, ежегодные продажи записи составляют 25 000 копий. In the Aeroplane Over the Sea занял 6-е место среди самых продаваемых пластинок 2008 года, поспособствовав возрождению виниловой отрасли в конце 2000-х. Неослабевающий интерес к альбому подтверждает одноимённая книга из серии 33⅓, ставшая бестселлером.
Несколько веб-сайтов и журналов, включая Pitchfork, Blender и Entertainment Weekly, назвали In the Aeroplane Over the Sea одним из величайших инди-рок-альбомов всех времен (помимо этого, запись фигурирует в списке лучших инди-фолк альбомов журнала Paste, на 2-м месте). Ряд изданий также провозгласили его одним из лучших альбомов 1990-х. Первоначально Pitchfork поставил In the Aeroplane Over the Sea на 85-е место в своём списке лучших альбомов этого десятилетия, однако переместил пластинку на 4-ю строчку в его пересмотренной версии 2003 года. Paste также высоко оценил запись, присудив ей 2-е место аналогичного рейтинга, поставив выше лишь OK Computer группы Radiohead. Среди других веб-сайтов, включивших In the Aeroplane Over the Sea в число лучших альбомов 1990-х годов, фигурируют Cleveland.com (2-е место) и Slant Magazine (16-е место). Редакции Q и Spin отметили In the Aeroplane Over the Sea в своих списках лучших альбомов за последние двадцать пять и тридцать лет, соответственно. Помимо этого, лонгплей занял 376-е место в списке «500 величайших альбомов всех времён» по версии журнала Rolling Stone и 98-е место в аналогичном рейтинге издания NME.

### Наследие
In the Aeroplane Over the Sea оказал большое влияние на следующее поколение инди-исполнителей. По словам Майка Макгонигала из Pitchfork, эклектичное содержание пластинки стало музыкальным шаблоном, который использовали такие группы, как Bright Eyes и Six Organs of Admittance. Вокальный стиль Мэнгама отразился на Колине Мелойе из The Decemberists и Заке Кондоне из Beirut. Фронтмен Arcade Fire Уин Батлер отмечал, что успех In the Aeroplane Over the Sea способствовал заключению их контракта с Merge Records. К десятой годовщине альбома Pitchfork опубликовал статью, в которой инди-музыканты, такие как Дэн Снейт, Тим Кэшер и Кевин Бэрнс, обсудили его важность. Снейт заметил: 
Это альбом, которым люди хотят наслаждаться в одиночестве, делиться им только с самыми близкими. То, как он превратился в квинтэссенцию культового альбома — как широко любимого, так и крайне нишевого, — позволяет без труда уверовать, что между вами и ним есть какая-то особенная связь, что он принадлежит только вам, независимо от того, сколько людей его любят.

## Список композиций
Все треки написаны Джеффом Мэнгамом, за исключением отмеченных; духовые аранжировки сочинены Робертом Шнайдером и Скоттом Спиллейном.
| №                   | Название                                                                                         | Длительность |
| ------------------- | ------------------------------------------------------------------------------------------------ | ------------ |
| 1.                  | «The King of Carrot Flowers, Pt. One»                                                            | 2:00         |
| 2.                  | «The King of Carrot Flowers, Pts. Two & Three» (Джереми Барнс, Джулиан Костер, Мэнгам, Спиллэйн) | 3:06         |
| 3.                  | «In the Aeroplane Over the Sea»                                                                  | 3:22         |
| 4.                  | «Two-Headed Boy»                                                                                 | 4:26         |
| 5.                  | «The Fool» (Спиллэйн)                                                                            | 1:53         |
| 6.                  | «Holland, 1945»                                                                                  | 3:15         |
| 7.                  | «Communist Daughter»                                                                             | 1:57         |
| 8.                  | «Oh Comely»                                                                                      | 8:18         |
| 9.                  | «Ghost»                                                                                          | 4:08         |
| 10.                 | Без названия                                                                                     | 2:16         |
| 11.                 | «Two-Headed Boy, Pt. Two»                                                                        | 5:13         |
| Общая длительность: | Общая длительность:                                                                              | 39:55        |

## Участники записи
Согласно примечаниям к альбому.

| - Джефф Мэнгам — вокал, гитара, орга́н, напольные томы, фуззовый бас, аудиоплёнка, коротковолновое радио - Джереми Барнс — ударные, орга́н - Скотт Спиллейн — труба, флюгельгорн, тромбон, эуфониум - Джулиан Костер — орга́н Wandering Genie, музыкальная пила, банджо, аккордеон, белый шум - Роберт Шнайдер — домашний орган, воздушный орган, фуззовый бас, гармонический вокал, фортепиано с одной нотой - Лора Картер — занзитофон - Рик Бенджамин — тромбон - Мариса Биссинджер — саксофон, флюгельгорн - Мишель Андерсон — ирландская волынка | - Крис Билхеймер — арт-директор - Джефф Мэнгам — арт-директор - Брайан Деван — иллюстрация к «Flying Victrola» |  |

## Сертификация
| Великобритания                                                    | Серебряный | 60 000^ |
| † означает, что продажи+стриминг, основаны только на сертификации |            |         |